# Коричневая пуговка
«Кори́чневая пу́говка» — советская песня на слова Евгения Долматовского о разоблачении пионерами иностранного шпиона. Стихотворение опубликовано в 1939 году издательством «Детгиз» под названием «Пуговка».
Сюжет песни перекликается со стихотворением 1937 года «Граница» Сергея Михалкова:

В глухую ночь,

В холодный мрак

Посланцем белых банд

Переходил границу враг —

Шпион и диверсант…

Песня послужила материалом для большого количества вариаций (в частности, в годы напряжённых отношений между СССР и КНР был популярен вариант, в котором явно указывалась национальность незнакомца: «На пятый повстречали китайского шпиона») и пародий.
 Возможно, иронизируя в том числе и над этой песней, Владимир Высоцкий сочинил свою песенку о шпионе («Опасаясь контрразведки, избегая жизни светской…»).

Образ коричневой пуговки подсознательно транслируется в более позднюю советскую и постсоветскую литературу. Например, коричневая пуговка на дороге является центральным персонажем в современной сказке Александра Коротича «Жужа и пуговка-непоседа» (2009).

## История создания
Мелодия «Коричневой пуговки» — мелодия песни «На Дальний Восток» композиторов братьев Даниила и Дмитрия Покрасс на стихи Евгения Долматовского, прозвучавшей в фильме 1939 года «Девушка с характером», по сюжету которого девушка-дальневосточница обнаруживает и задерживает притаившегося в сене вражеского диверсанта.

Текст первого куплета:

Идут составы дальние, звенят слова прощальные.

Как много есть широких и солнечных дорог!

Но лучшая дорога — в края, где дела много,

На близкий и любимый, на Дальний Восток!

## Известные исполнители
- Ирина Муравьёва
- Юлий Ким
- «Весёлые картинки»
- «Апрельский марш»
- «Лицей»
- Клара Новикова и Ефим Шифрин (песня была исполнена в одном из выпусков телепередачи «Аншлаг»)
- Юрий Стоянов (песня была исполнена в одном из выпусков телепередачи «Живой звук»)